# 馬塔斯·馬爾代基斯
馬塔斯·馬爾代基斯（1980年6月19日—），是立陶宛保守派政治家，於2020年當選國會議員。

## 生平
馬塔斯·馬爾代基斯生於維爾紐斯，他在1998至2002年就讀位於考納斯的維陶塔斯馬格努斯大學，並獲得了政治學學士學位。後於2004年至2006年間就讀於維爾紐斯大學，並獲得了國際商學院碩士學位。從2016年到2020年，他曾擔任立陶宛议会驻欧盟代表，並在2020年擔任立陶宛议会反對黨領袖的顧問。在2020年立陶宛議會選舉中，他以祖國聯盟－立陶宛基督教民主黨成員的身份通过政党名单成功當選國會議員。

## 政治立場
馬爾代基斯是立陶宛著名的親台派政治家，是國會友臺小組主席，曾於2021年11月28日訪問台灣，會見總統蔡英文及外交部長吳釗燮。他正告中共政權「共產主義已經在垃圾堆裏」。